# Pokonji Dol
Koordinati:   43°09′24″N, 16°27′11″E
Pokojni Dol je otoček v skupini Peklenskih otokov v Dalmaciji. Otoček leži okoli 0,5 km južno od obale otoka Hvara, in okoli 1,3 km zahodno od otočka Sveti Jerolim. Površina otočka, na katerem je svetilnik, je 0,017 km²; dolžina obale meri 0,47 km. Najvišji vrh je visok 11 mnm.
Iz pomorske karte je razvidno, da svetilnik oddaja svetlobni signal: B Bl 4s. Nazivni domet svetilnika je 10 milj.